# Supermasywna czarna dziura

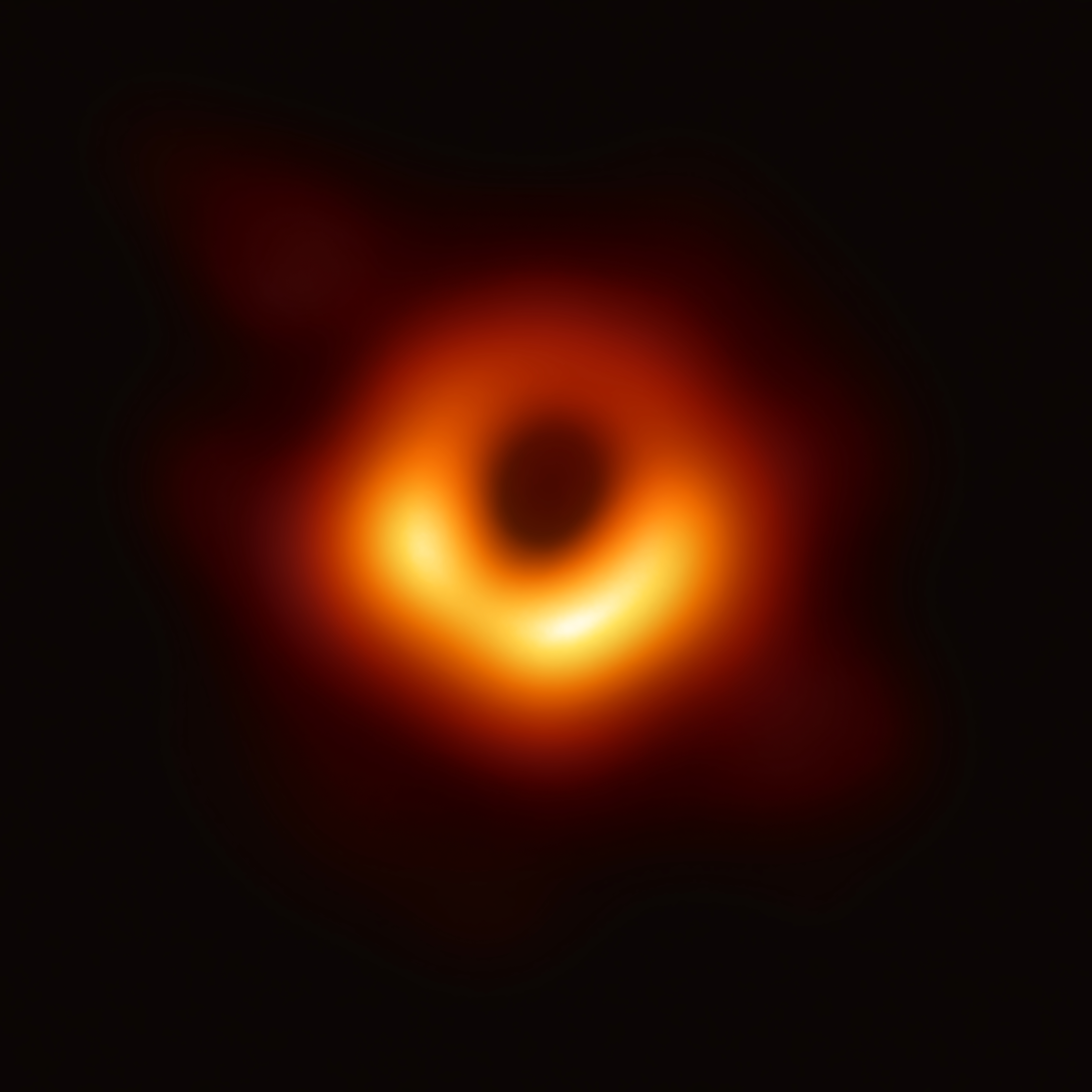
Obraz obiektu M87*, w którego centrum znajduje się supermasywna czarna dziura, znajdującego się w jądrze galaktyki M87; wygenerowany na podst. danych uzyskanych Teleskopem Horyzontu Zdarzeń.

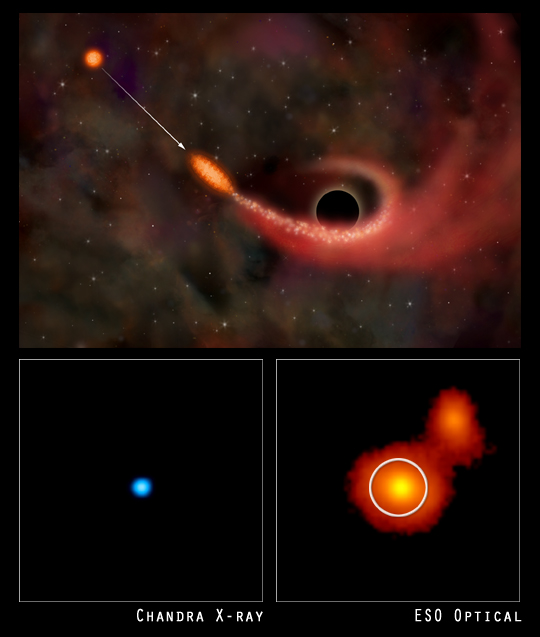
U góry: artystyczna wizja pochłaniania gwiazdy przez supermasywną czarną dziurę. Na dole: możliwa obserwacja takiego procesu w galaktyce RXJ 1242-11

Supermasywna czarna dziura – czarna dziura o masie rzędu milionów, a nawet miliardów mas Słońca.
Supermasywne czarne dziury mają pewne interesujące własności, odróżniające je od czarnych dziur o niewielkich masach:
- średnia gęstość takiego obiektu może być bardzo mała, nawet mniejsza od gęstości wody. Wynika to z faktu, iż promień czarnej dziury wzrasta liniowo ze wzrostem jej masy, w konsekwencji czego jej średnia gęstość maleje znacznie szybciej;
- w sąsiedztwie horyzontu zdarzeń supermasywnej czarnej dziury nie odczulibyśmy potężnych sił pływowych. Z uwagi na fakt, że osobliwość centralną dzieli znacząca odległość od horyzontu, hipotetyczny astronauta podróżujący ku centrum takiej czarnej dziury nie odczułby znaczących sił pływowych, dopóki nie znalazłby się głęboko w jej wnętrzu[potrzebny przypis].

Czarne dziury tego rodzaju mogą zapewne powstawać w dwojaki sposób: poprzez powolną akrecję materii (poczynając od rozmiarów typowych dla zwykłej gwiazdy) lub bezpośrednio w wyniku grawitacyjnego zapadnięcia się niejednorodności materii, jakie wytworzyły się po Wielkim Wybuchu. W przypadku pierwszego sposobu potrzebny jest długi czas i znaczne ilości dostępnej materii, by czarna dziura mogła się powiększać.
Przypuszcza się, że większość, o ile nie wszystkie, galaktyki posiadają w swoich centrach supermasywne czarne dziury. Bezpośrednie pomiary przesunięć dopplerowskich dla materii otaczającej jądra pobliskich galaktyk dowiodły, iż musi się ona poruszać z bardzo dużymi prędkościami, co można wytłumaczyć wysoką koncentracją materii w centrum. Wedle obecnej wiedzy jedynym obiektem, który może skupiać taką ilość materii w tak małym obszarze, jest czarna dziura. W przypadku dalej położonych galaktyk aktywnych szerokość obserwowanych linii spektralnych powiązana jest z masą czarnej dziury zasilającej aktywne jądra galaktyk. Uważa się, że takie supermasywne czarne dziury w centrach galaktyk są swego rodzaju „silnikami” zasilającymi aktywne obiekty, takie jak galaktyki Seyferta czy kwazary. Sagittarius A* jest prawdopodobnie supermasywną czarną dziurą znajdującą się w centrum Drogi Mlecznej.
Liczba znanych obiektów zawierających przypuszczalnie supermasywne czarne dziury szybko się powiększa, ze względu na prowadzone obszerne przeglądy nieba. Na przykład przegląd Sloan Digital Sky Survey zarejestrował już dziesiątki tysięcy kwazarów.